# Toijala
Toijala este o fostă comună din Finlanda.